# 上飯田 (名古屋市)
上飯田（かみいいだ）は、愛知県名古屋市北区にある地名。

## 概要
当地にかつて所在した西春日井郡上飯田村をルーツとし、広域の通称として使用されることもある地名。現行の行政地名としては、上飯田町（かみいいだちょう、字北山・古川・向砂田）・上飯田東町（かみいいだひがしまち、1-5丁目）・上飯田西町（かみいいだにしまち、1-3丁目）・上飯田南町（かみいいだみなみまち、1-5丁目）・上飯田北町（かみいいだきたまち、1-4丁目）・上飯田通（かみいいだとおり、1-3丁目）と分かれており、単なる「上飯田」という町名はない。

## 地理
名古屋市北区東部に位置する。東は山田北町・山田西町、西は辻町・新堀町、南は平安・八龍町・御成通・織部町・尾上町、北は守山区瀬古、北東は守山区瀬古東に接する。地域の中央に上飯田北町・上飯田南町があり、北東側に上飯田東町、西側を名古屋市道東大曽根上飯田線が南北に貫き、沿線が上飯田通、さらに西に上飯田西町が所在している。上飯田町は1956年（昭和31年）に各町が設置されたことにより、以降は河川内にのみ残存している。

### 河川
- 矢田川 - 上飯田町字北山・古川
- 堀川 - 上飯田町字向砂田

## 歴史

### 町名の由来
江戸期の春日井郡上飯田村を前身とする。「上井田」とも書いた。近接の下飯田の地名と対になる地名である。由来は片山天神社より下賜された杉の「上枝」に由来する説（蓬州旧勝録・張州雑志・金鱗九十九之塵）と矢田川の伏流水が湧水する田があった（尾張徇行記）ことから「井田」と名付けられたとする説（飯田小学校誌）があるという。

### 中世
中世まで尾張国山田郡に属していたが、16世紀前半に山田郡が廃止されて以降は春日井郡所属となった。「上飯田」という地名の初出は、1572年（元亀3年）付の熱田神宮寺鐘銘で「尾州春日井郡山田庄上飯田村 住人吉田与左衛門」と書かれている。『埴原家文書』など戦国期の史料にも「上井田」という地名の記録が見える。

### 近世以降
近世には春日井郡上飯田村が成立し、代官所支配地となった。江戸前期の『寛文村々覚書』によると家数46、人数403であった。東屋敷と西屋敷の2つの集落に分かれ、農業専業の村であった。産業革命以後、矢田川等の伏流水により水が豊富に得られ、耕地であったことにより大規模な土地取得が容易であったことなどの背景があり、1917年（大正6年）の小松組名古屋製糸場を皮切りに、東京モスリン株式会社分工場名古屋絹紡工場・川上絹布工場が上飯田町において操業を開始していった。工場労働者として北陸地方から女性が多く移り、町の様子ががらりと変わったという。ただし、東京モスリン工場については長続きせず、操業開始後4年で東洋紡績に譲渡されることとなった。
戦後、これらの工場はいずれも郊外移転・廃業等により現在は存在しない。小松組名古屋製糸工場は後に大隈鉄工所上飯田工場となり、上飯田第二公団住宅に転用。東京モスリン工業より取得した東洋紡績工場跡は尾上団地・ダイエー上飯田店（現・そよら上飯田）・ダイドーゴルフ（町名変更により尾上町・織部町）、川上絹布工場跡は一般住宅・商店などになった。この他、東洋紡績が別に持っていた工場には名古屋市営上飯田南荘・名古屋市立宮前小学校・名古屋市消防局消防救急隊、取得していた土地には名古屋市営上飯田荘・名古屋市立大曽根中学校が設置されている。

### 字一覧
上飯田村およびその後身にあたる上飯田町に存在した字は以下の通りである。読みがなは『愛知県地名収攬』276頁にあるものをひらがなに直した。また、読みがなのない字は『北区誌』（1994年版）156頁所収の弘化三年「上飯田村絵図」にあるものである。ただし、現在上飯田町の字である「古川」はどの文献にも登場しない。
- 向砂田（むかえすなた）

堀川（黒川）に一部が現存する。大部分は現在の新堀町内に位置する。
- 西天神（にしてんじん）

現在の上飯田北町・上飯田通の各一部となっている。
- 東天神（ひがしてんじん）[注釈 1]
- 北浦（きたうら）

現在の上飯田東町の一部となっている。
- 東屋敷（ひがしやしき）

現在の上飯田東町の一部となっている。上飯田村集落の東半分であったという。
- 西屋敷（にしやしき）

現在の上飯田東町の一部となっている。上飯田村集落の西半分であったという。
- 東佐渡（ひがしさわたり）

現在の上飯田南町・上飯田北町の一部となっている。
- 金坊（かなばう）[注釈 2]

現在の上飯田南町・上飯田北町・上飯田通の各一部となっている。
- 畑得（はたえ）

現在の上飯田西町・上飯田通の各一部となっている。
- 堀之内（ほりのうち）

現在の上飯田南町・上飯田通の各一部となっている。
- 御宮前（おみやまえ）[注釈 1]
- 中浦（なこうら）[注釈 1]
- 善能寺（ざんのうじ）[注釈 1]
- 土居ノ口（といくち）[注釈 1]
- 北山（きたやま）

現在矢田川に現存している。また、現在の上飯田東町の一部。
- 古堤
- 辻境
- 砂畑
- 中川原
- 三反田
- 天神東
- 天神西
- 畑なり
- 川畑
- 宮の前
- 畑江
- 福山
- 阿ら畑
- 小坪
- 二本松
- 柳下
- 塚之内
- 茂田
- 六反田
- 砂入
- 神田
- 前熊寺
- 道の口
- 矢田川原

### 沿革
| 年月日                     | 上飯田町 （上飯田村）                                                                                                | 上飯田東町                                                                                | 上飯田西町                       | 上飯田南町                                                                           | 上飯田北町                                                   | 上飯田通                                                           | 備考 |
| -------------------------- | --- | ----------------------------------------------------------------------------------------- | -------------------------------- | ------------------------------------------------------------------------------------ | ------------------------------------------------------------ | ------------------------------------------------------------------ | ---- |
| 戦国時代                   | 尾張国春日部郡山田荘に属していた。                                                                                   |                                                                                           |                                  |                                                                                      |                                                              |                                                                    |      |
| 江戸時代                   | 尾張国春日井郡の尾張藩領の上飯田村として所在。                                                                       | （上飯田村・山田村）                                                                      | （上飯田村）                     | （上飯田村・山田村）                                                                 | （上飯田村）                                                 | （上飯田村）                                                       |      |
| 1880年（明治13年）         | 西春日井郡成立に伴い同郡上飯田村となる。                                                                             | （上飯田村・山田村）                                                                      | （上飯田村）                     | （上飯田村・山田村）                                                                 | （上飯田村）                                                 | （上飯田村）                                                       |      |
| 1889年（明治22年）10月1日  | 合併により西春日井郡六郷村大字上飯田となる。                                                                         | （大字上飯田・大字山田）                                                                  | （大字上飯田）                   | （大字上飯田・大字山田）                                                             | （大字上飯田）                                               | （大字上飯田）                                                     |      |
| 1921年（大正10年）8月22日  | 合併により東区上飯田町となる。                                                                                       | （上飯田町・山田町）                                                                      | （上飯田町）                     | （上飯田町・山田町）                                                                 | （上飯田町）                                                 | （上飯田町）                                                       |      |
| 1932年（昭和7年）12月1日   | 西春日井郡萩野村大字辻村との境界変更を行う。                                                                         | （上飯田町・山田町）                                                                      | （上飯田町）                     | （上飯田町・山田町）                                                                 | （上飯田町）                                                 | （上飯田町）                                                       |      |
| 1935年（昭和10年）3月10日  | 東区上飯田町字河田・向砂田・子新田・戌新田・砂田の各一部により東区新堀町が成立する。                                 | （上飯田町・山田町）                                                                      | （上飯田町）                     | （上飯田町・山田町）                                                                 | （上飯田町）                                                 | （上飯田町）                                                       |      |
| 1937年（昭和12年）10月1日  | 一部が西区上飯田町となる。                                                                                           | （上飯田町・山田町）                                                                      | （上飯田町）                     | （上飯田町・山田町）                                                                 | （上飯田町）                                                 | （上飯田町）                                                       |      |
| 1939年（昭和14年）4月1日   | 東区上飯田町字向砂田・砂田・郷中・川田の各全部が東区新堀町に編入される。                                             | （上飯田町・山田町）                                                                      | （上飯田町）                     | （上飯田町・山田町）                                                                 | （上飯田町）                                                 | （上飯田町）                                                       |      |
| 1944年（昭和19年）2月11日  | 北区成立に伴い、西区・東区上飯田町が北区上飯田町となる。                                                             | （上飯田町・山田町）                                                                      | （上飯田町）                     | （上飯田町・山田町）                                                                 | （上飯田町）                                                 | （上飯田町）                                                       |      |
| 1956年（昭和31年）8月5日   | 字宮前1050番地が山田西町、またその他の大部分が上飯田東町・上飯田西町・上飯田南町・上飯田北町・上飯田通に編入された。 | 上飯田町字宮前の一部、字北山・北浦・東屋敷・西屋敷の全部、山田北町1丁目の一部により成立。 | 上飯田町字畑得の一部により成立。 | 上飯田町字堀之内・金坊・宮前・東佐渡の各一部、山田西町3丁目173により1～4丁目を編成。 | 上飯田町字金坊・東佐渡・西佐渡・西天神前の各一部により成立。 | 上飯田町字畑得・金坊・堀之内・西佐渡・西天神前の各一部により成立。 |      |
| 1962年（昭和37年）7月1日   | |                                                                                           |                                  | 八龍町1丁目の一部、八龍町2丁目の全部を5丁目に編入。                                  |                                                              |                                                                    |      |
| 2004年（平成16年）11月20日 | |                                                                                           |                                  | 5丁目の一部が平安二丁目となる。                                                      |                                                              |                                                                    |      |
| 現在                       | 上飯田町 （字北山・古川・向砂田）                                                                                    | 上飯田東町 （1-5丁目）                                                                    | 上飯田西町 （1-3丁目）           | 上飯田南町 （1-5丁目）                                                               | 上飯田北町 （1-4丁目）                                       | 上飯田通 （1-3丁目）                                               |      |

## 世帯数と人口
2022年（令和4年）1月1日現在の世帯数と人口は以下の通りである。
| 町丁       | 世帯数    | 人口     |
| ---------- | --------- | -------- |
| 上飯田通   | 577世帯   | 881人    |
| 上飯田北町 | 2,097世帯 | 3,309人  |
| 上飯田西町 | 723世帯   | 1,328人  |
| 上飯田東町 | 1,077世帯 | 2,313人  |
| 上飯田南町 | 2,063世帯 | 5,999人  |
| 計         | 6,537世帯 | 13,830人 |

## 学区
市立小・中学校に通う場合、学校等は以下の通りとなる。また、公立高等学校に通う場合の学区は以下の通りとなる。なお、小学校は学校選択制度を導入しておらず、番毎で各学校に指定されている。
| 町丁            | 小学校               | 中学校                 | 高等学校 |
| --------------- | -------------------- | ---------------------- | -------- |
| 上飯田通        | 名古屋市立飯田小学校 | 名古屋市立大曽根中学校 | 尾張学区 |
| 上飯田北町      | 名古屋市立宮前小学校 | 名古屋市立大曽根中学校 | 尾張学区 |
| 上飯田西町      | 名古屋市立飯田小学校 | 名古屋市立大曽根中学校 | 尾張学区 |
| 上飯田東町      | 名古屋市立宮前小学校 | 名古屋市立大曽根中学校 | 尾張学区 |
| 上飯田南町1丁目 | 名古屋市立飯田小学校 | 名古屋市立大曽根中学校 | 尾張学区 |
| 上飯田南町2丁目 | 名古屋市立飯田小学校 | 名古屋市立大曽根中学校 | 尾張学区 |
| 上飯田南町3丁目 | 名古屋市立飯田小学校 | 名古屋市立大曽根中学校 | 尾張学区 |
| 上飯田南町4丁目 | 名古屋市立宮前小学校 | 名古屋市立大曽根中学校 | 尾張学区 |
| 上飯田南町5丁目 | 名古屋市立飯田小学校 | 名古屋市立大曽根中学校 | 尾張学区 |

## 交通

### 鉄道
- 名古屋市営地下鉄（名古屋市交通局）
  -  上飯田線（名鉄小牧線） - 上飯田駅（K01）[北緯35度12分13.8秒 東経136度55分46.7秒 / 北緯35.203833度 東経136.929639度]

### 路面電車
- 名古屋市電（名古屋市交通局）：廃止
  - 名古屋市電御成通線 - 上飯田停留所（1944年7月11日 - 1971年2月1日）[13]

### バス
| 名古屋市営バス（名古屋市交通局） | | | |                                                                                      |                                                                                      |                                                                                      |
| 上飯田停留所                     | 上飯田通・上飯田南町にまたがって設置されている。路上設置の停留所と上飯田駅南側（現在は東側にあたる）に設置されたバスターミナルに設置された停留所がそれぞれある。バスターミナルはかつての名古屋市交通局上飯田電車運輸事務所跡地にあたる。かつては上飯田町を称していた。 | 上飯田通・上飯田南町にまたがって設置されている。路上設置の停留所と上飯田駅南側（現在は東側にあたる）に設置されたバスターミナルに設置された停留所がそれぞれある。バスターミナルはかつての名古屋市交通局上飯田電車運輸事務所跡地にあたる。かつては上飯田町を称していた。 | 上飯田通・上飯田南町にまたがって設置されている。路上設置の停留所と上飯田駅南側（現在は東側にあたる）に設置されたバスターミナルに設置された停留所がそれぞれある。バスターミナルはかつての名古屋市交通局上飯田電車運輸事務所跡地にあたる。かつては上飯田町を称していた。 |                                                                                      |                                                                                      |                                                                                      |
| 上飯田停留所                     | バスターミナル内 [北緯35度12分11.9秒 東経136度55分49.3秒 / 北緯35.203306度 東経136.930361度] | 1番のりば | □曽根13（如意車庫前・味鋺住宅・喜惣治一丁目行）・□守山11（新守山駅行）・□守山巡回（新守山駅行） |                                                                                      |                                                                                      |                                                                                      |
| 上飯田停留所                     | バスターミナル内 [北緯35度12分11.9秒 東経136度55分49.3秒 / 北緯35.203306度 東経136.930361度] | 2番のりば | ■名駅13（名古屋駅行）・■栄14（栄行）・□鶴舞11（鶴舞公園前行） |                                                                                      |                                                                                      |                                                                                      |
| 上飯田停留所                     | バスターミナル内 [北緯35度12分11.9秒 東経136度55分49.3秒 / 北緯35.203306度 東経136.930361度] | 3番のりば | ■幹名駅1（名古屋駅行） |                                                                                      |                                                                                      |                                                                                      |
| 上飯田停留所                     | バスターミナル内 [北緯35度12分11.9秒 東経136度55分49.3秒 / 北緯35.203306度 東経136.930361度] | 降車 | |                                                                                      |                                                                                      |                                                                                      |
| 上飯田停留所                     | 4番のりば [北緯35度12分8.9秒 東経136度55分47.1秒 / 北緯35.202472度 東経136.929750度] | 4番のりば [北緯35度12分8.9秒 東経136度55分47.1秒 / 北緯35.202472度 東経136.929750度] | □北巡回（左回り黒川行）・□楠巡回（大曽根経由右回り如意車庫前・大曽根経由左回り如意車庫前行） |                                                                                      |                                                                                      |                                                                                      |
| 上飯田停留所                     | 5番のりば [北緯35度12分15.6秒 東経136度55分47秒 / 北緯35.204333度 東経136.92972度] | 5番のりば [北緯35度12分15.6秒 東経136度55分47秒 / 北緯35.204333度 東経136.92972度] | □曽根13（大曽根・上飯田行）・□守山11（上飯田行）・□楠巡回（大曽根経由右回り如意車庫前・大曽根経由左回り如意車庫前行）・□守山巡回（上飯田行） |                                                                                      |                                                                                      |                                                                                      |
| 上飯田停留所                     | 6番のりば [北緯35度12分20.4秒 東経136度55分46.1秒 / 北緯35.205667度 東経136.929472度] | 6番のりば [北緯35度12分20.4秒 東経136度55分46.1秒 / 北緯35.205667度 東経136.929472度] | □曽根13（如意車庫前・味鋺住宅・喜惣治一丁目行）・□守山11（新守山駅行）・□楠巡回（西味鋺経由右回り如意車庫前・楠支所経由左回り如意車庫前行）・□守山巡回（新守山駅行）                                                                                                   |                                                                                      |                                                                                      |                                                                                      |
| 上飯田停留所                     | 7番のりば [北緯35度12分13秒 東経136度55分46.2秒 / 北緯35.20361度 東経136.929500度] | 7番のりば [北緯35度12分13秒 東経136度55分46.2秒 / 北緯35.20361度 東経136.929500度] | □守山11（新守山駅行）・□楠巡回（西味鋺経由右回り如意車庫前・楠支所経由左回り如意車庫前行）・□守山巡回（新守山駅行） |                                                                                      |                                                                                      |                                                                                      |
| 上飯田停留所                     | 9番のりば [北緯35度12分10.7秒 東経136度55分51秒 / 北緯35.202972度 東経136.93083度] | 9番のりば [北緯35度12分10.7秒 東経136度55分51秒 / 北緯35.202972度 東経136.93083度] | □北巡回（右回り黒川行） |                                                                                      |                                                                                      |                                                                                      |
| 上飯田西町停留所                 | 上飯田西町の町名を称するが、イのりば以外の所在地は辻町字流である。 | 上飯田西町の町名を称するが、イのりば以外の所在地は辻町字流である。 | 上飯田西町の町名を称するが、イのりば以外の所在地は辻町字流である。 | 上飯田西町の町名を称するが、イのりば以外の所在地は辻町字流である。                   | 上飯田西町の町名を称するが、イのりば以外の所在地は辻町字流である。                   | 上飯田西町の町名を称するが、イのりば以外の所在地は辻町字流である。                   |
| 上飯田西町停留所                 | イのりば [北緯35度12分10.9秒 東経136度55分34.9秒 / 北緯35.203028度 東経136.926361度] | イのりば [北緯35度12分10.9秒 東経136度55分34.9秒 / 北緯35.203028度 東経136.926361度] | ■名駅13（上飯田行） |                                                                                      |                                                                                      |                                                                                      |
| 上飯田南町停留所                 | 2014年（平成26年）4月1日ダイヤ改正に伴う北巡回系統ルート変更により新設された停留所。 | 2014年（平成26年）4月1日ダイヤ改正に伴う北巡回系統ルート変更により新設された停留所。 | 2014年（平成26年）4月1日ダイヤ改正に伴う北巡回系統ルート変更により新設された停留所。 | 2014年（平成26年）4月1日ダイヤ改正に伴う北巡回系統ルート変更により新設された停留所。 | 2014年（平成26年）4月1日ダイヤ改正に伴う北巡回系統ルート変更により新設された停留所。 | 2014年（平成26年）4月1日ダイヤ改正に伴う北巡回系統ルート変更により新設された停留所。 |
| 上飯田南町停留所                 | アのりば [北緯35度12分9.7秒 東経136度56分4.9秒 / 北緯35.202694度 東経136.934694度] | アのりば [北緯35度12分9.7秒 東経136度56分4.9秒 / 北緯35.202694度 東経136.934694度] | □北巡回（右回り黒川行） |                                                                                      |                                                                                      |                                                                                      |
| 上飯田南町停留所                 | イのりば [北緯35度12分8.6秒 東経136度56分7.1秒 / 北緯35.202389度 東経136.935306度] | イのりば [北緯35度12分8.6秒 東経136度56分7.1秒 / 北緯35.202389度 東経136.935306度] | □北巡回（左回り黒川行） |                                                                                      |                                                                                      |                                                                                      |

## 施設

### 上飯田東町
ウィキメディア・コモンズには、上飯田東町に関するカテゴリがあります。
- 曹洞宗長全寺[14]
- 臨済宗霊光院

境内には上飯田駅近辺の空襲による犠牲者の慰霊として戦後、柴山市十郎発願により上飯田駅西北角に祀られていた延命地蔵が駅の改築に伴い遷座されており、空襲のあった3月24日を大祭日とし、地蔵祭が行われているという。

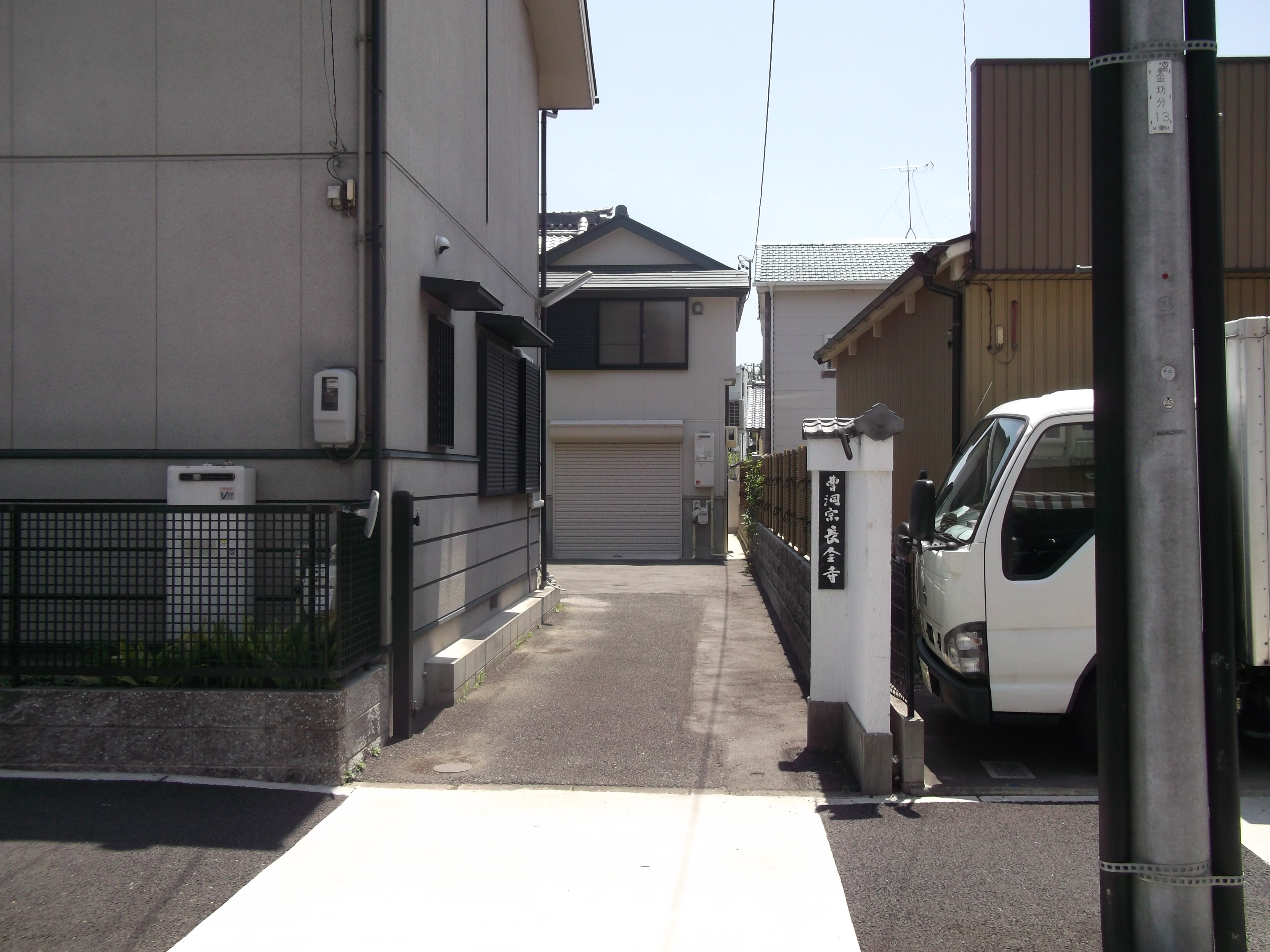
名古屋市営上飯田荘
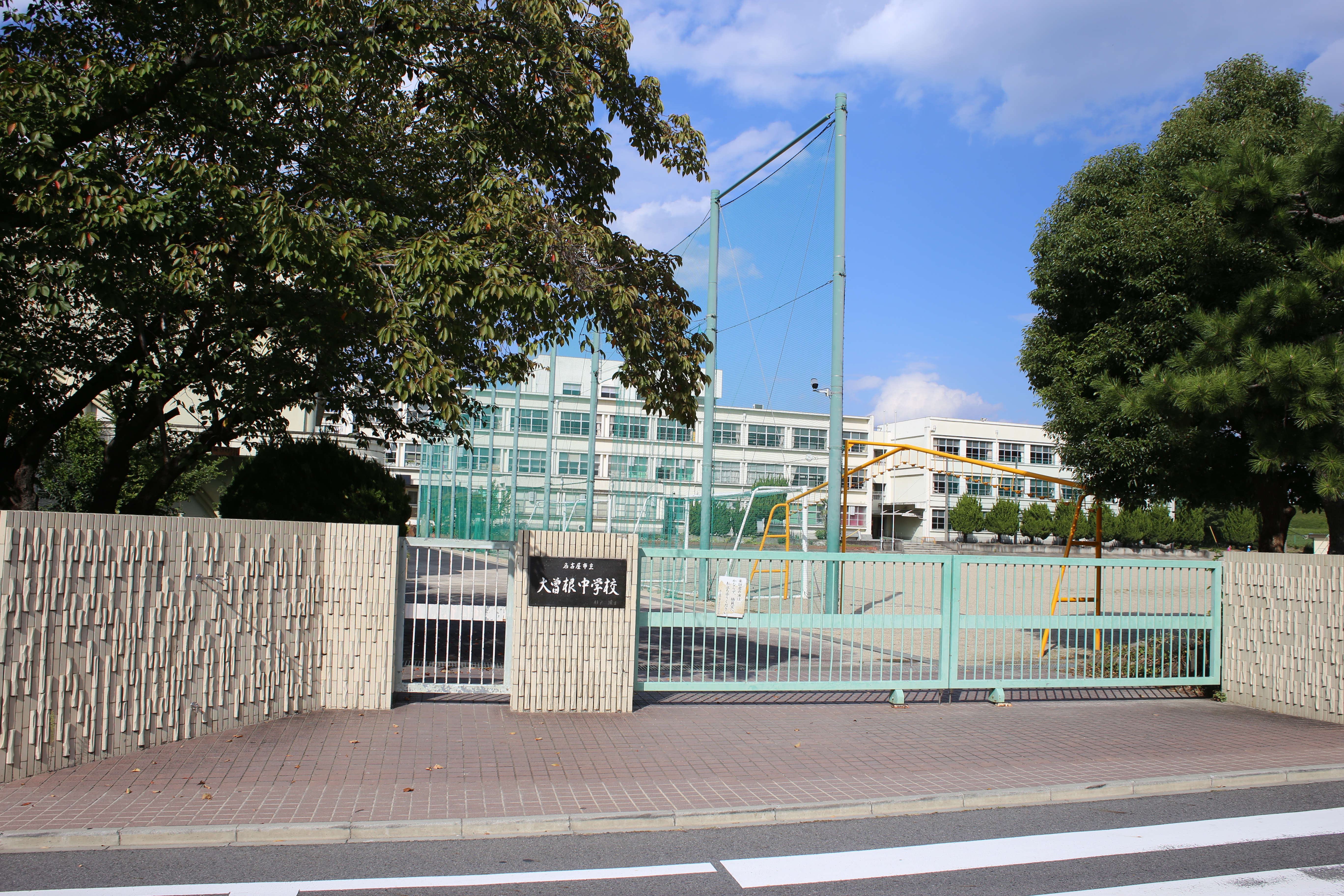
名古屋市立大曽根中学校
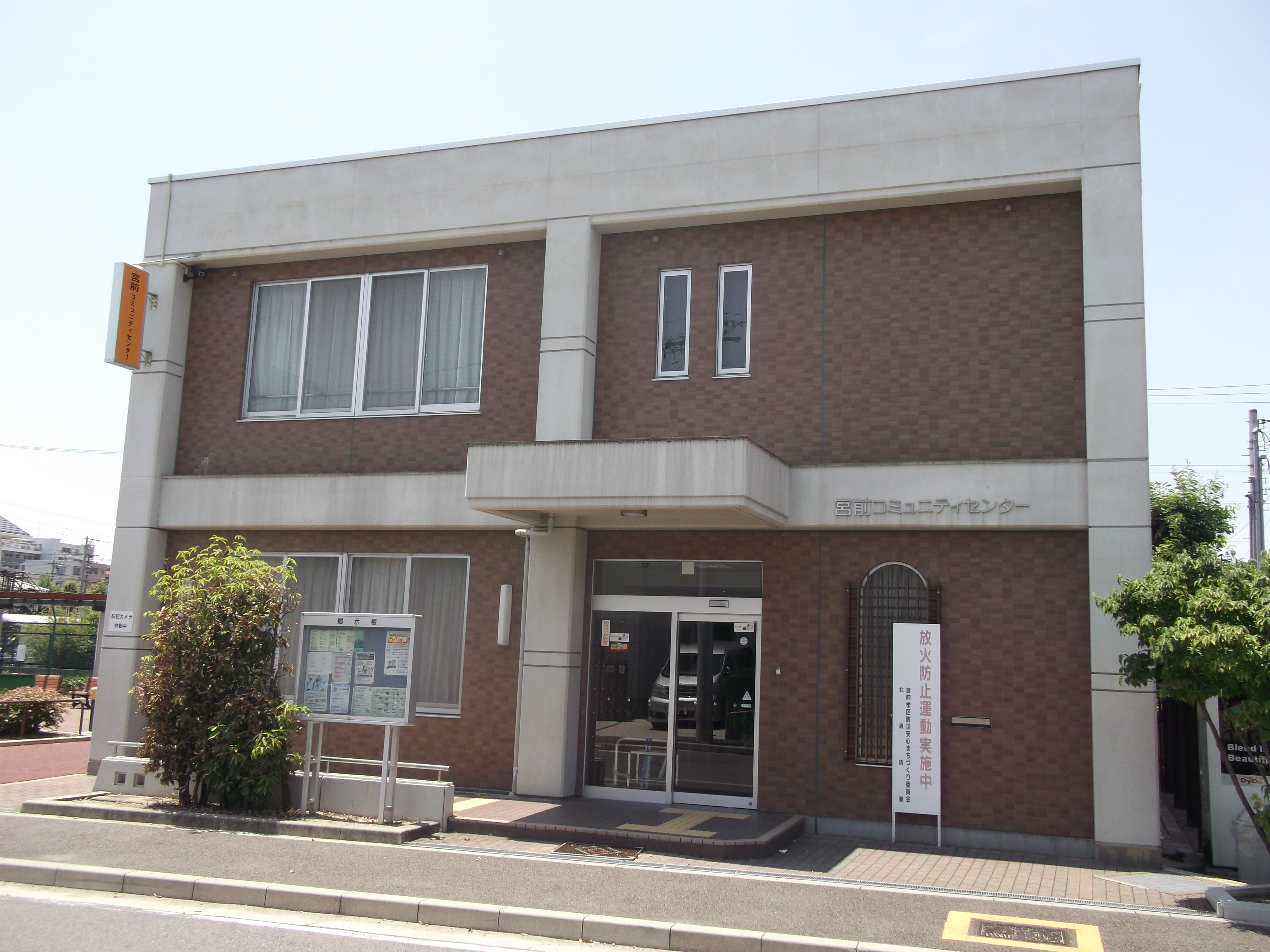
宮前コミュニティセンター

- 長全寺
- 名古屋市立大曽根中学校
- 宮前コミュニティセンター

### 上飯田西町

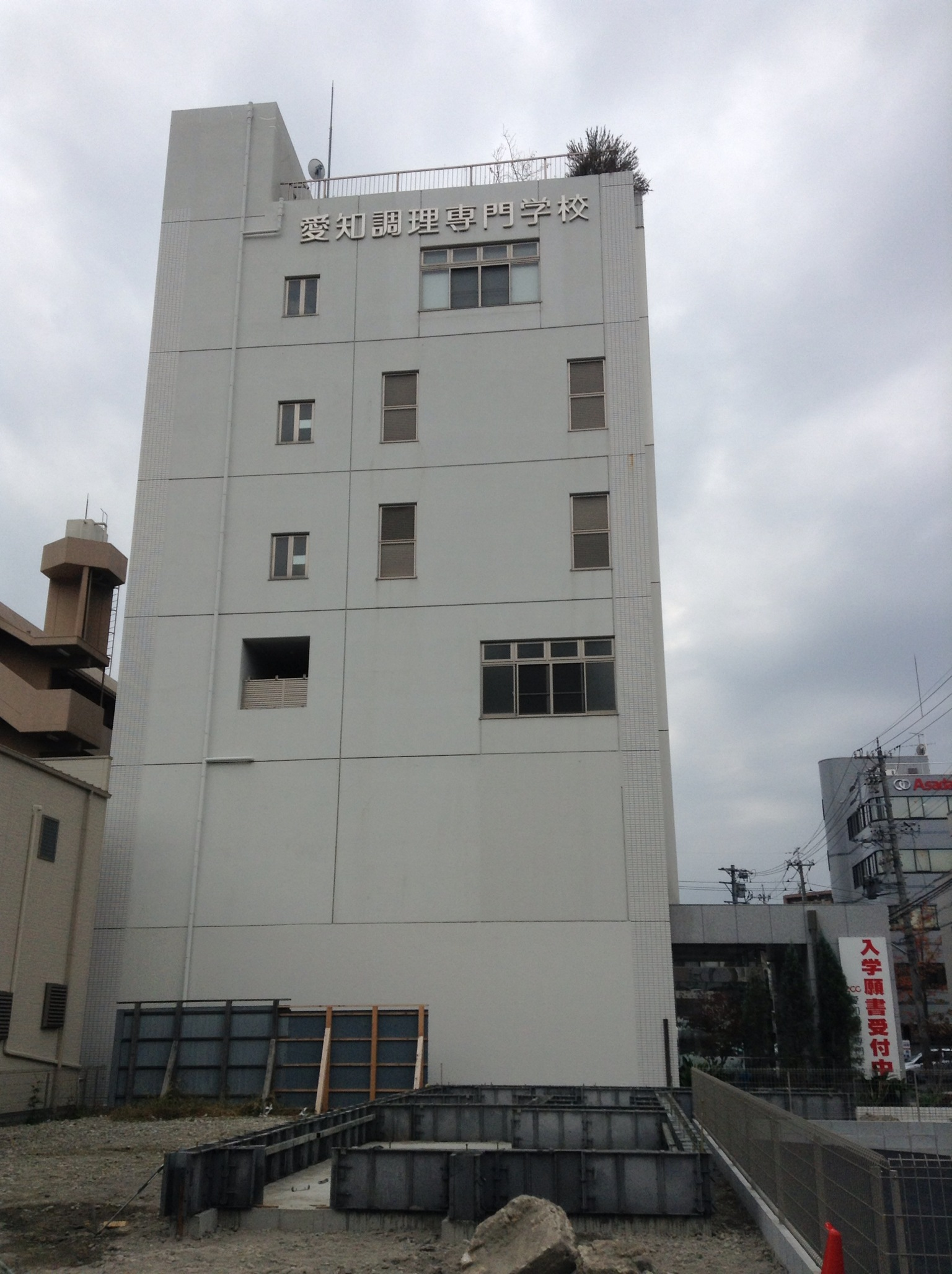
愛知調理専門学校
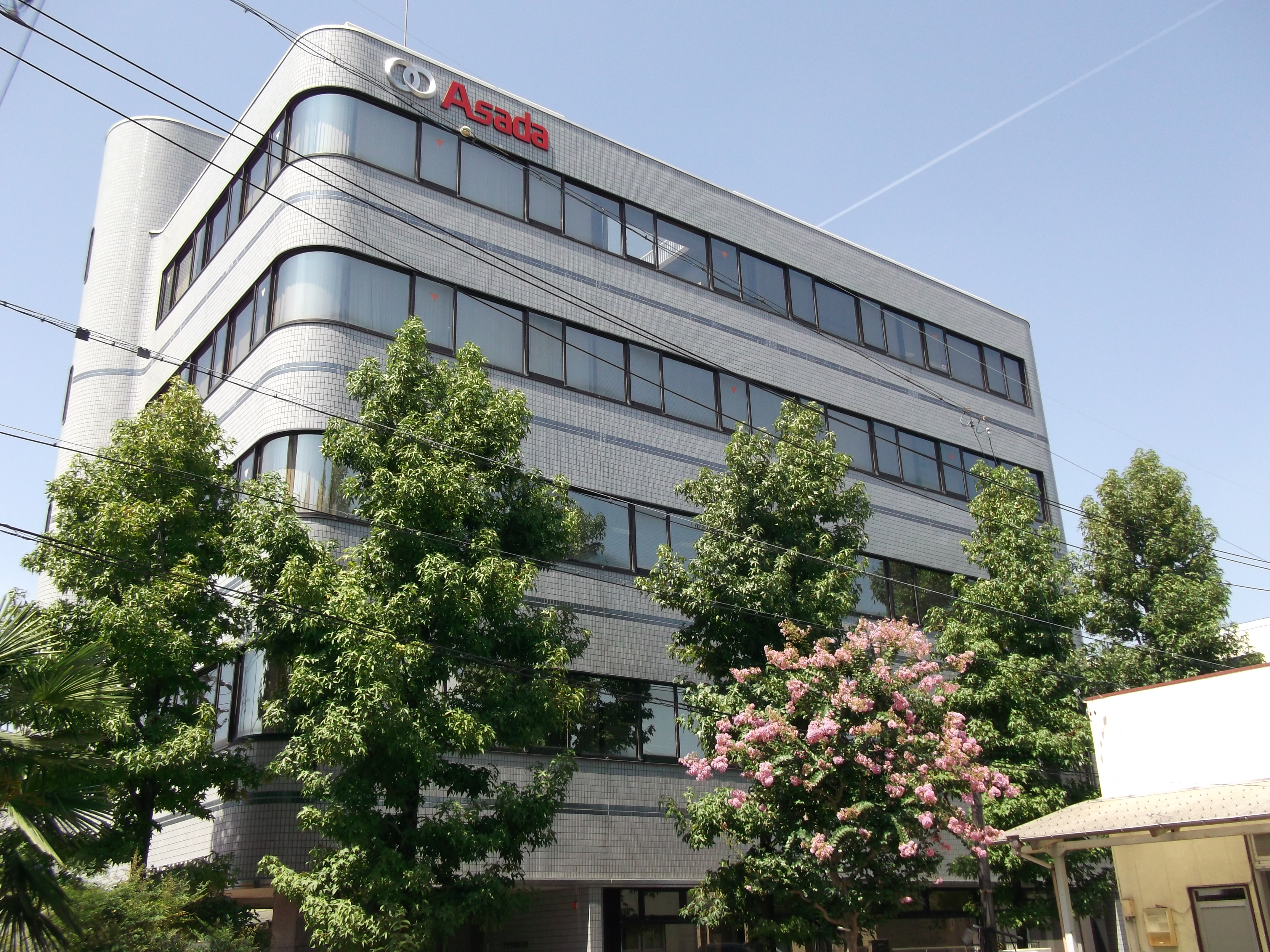
アサダ

- アサダ本社
- 東海郵政局宿舎[14][北緯35度12分9.3秒 東経136度55分36.3秒 / 北緯35.202583度 東経136.926750度]

- 愛知調理専門学校
- アサダ

### 上飯田南町

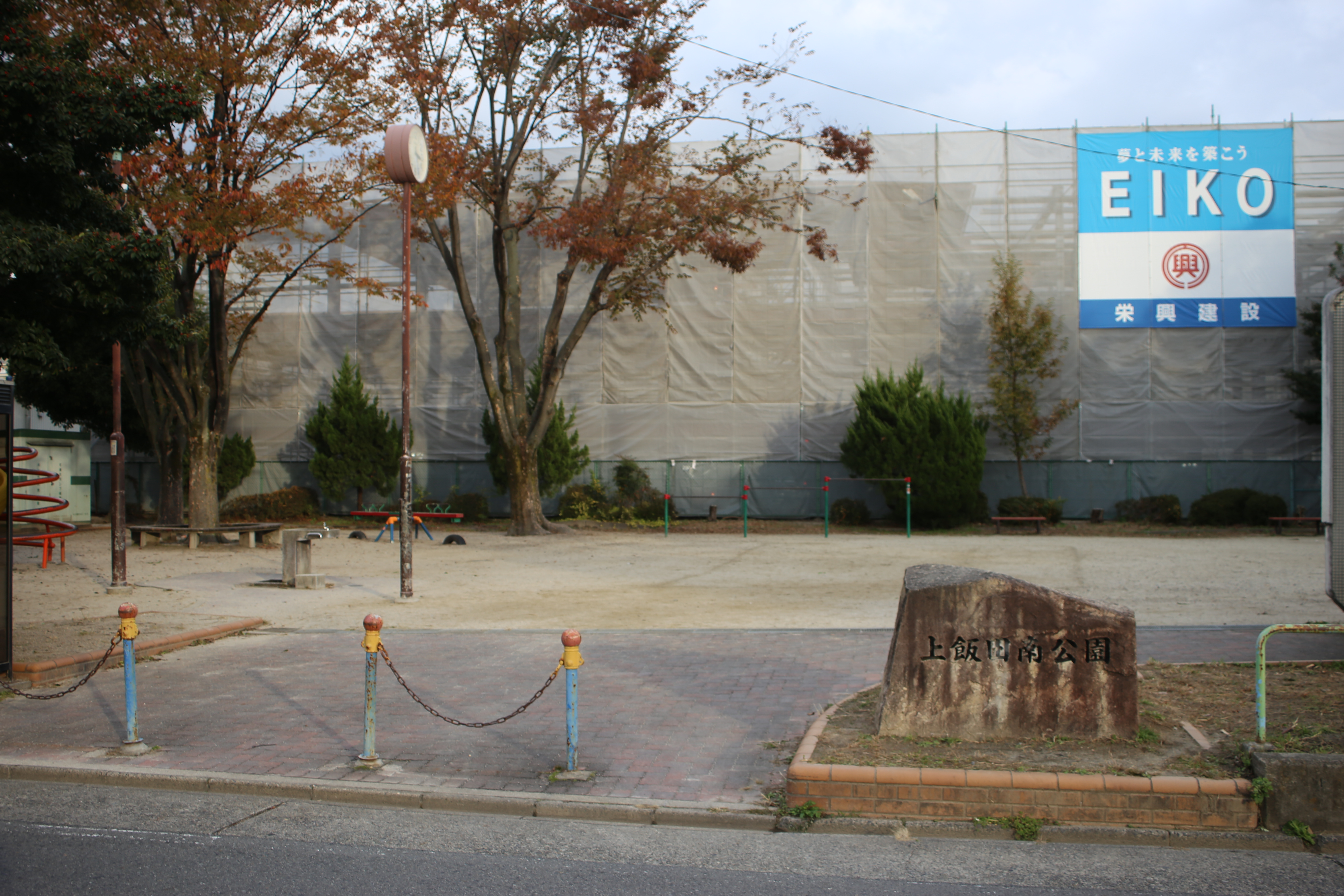
上飯田南公園
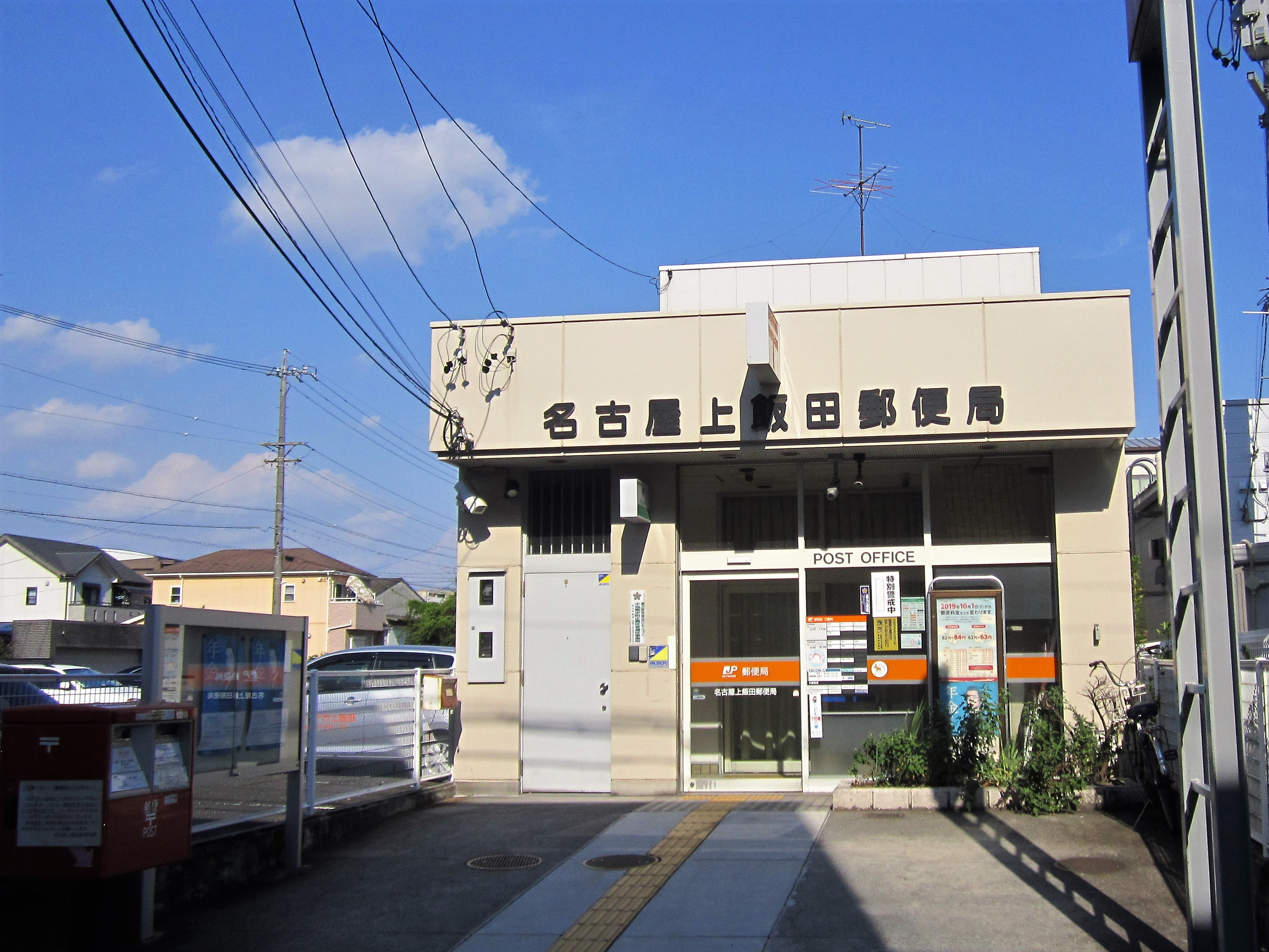
名古屋上飯田郵便局
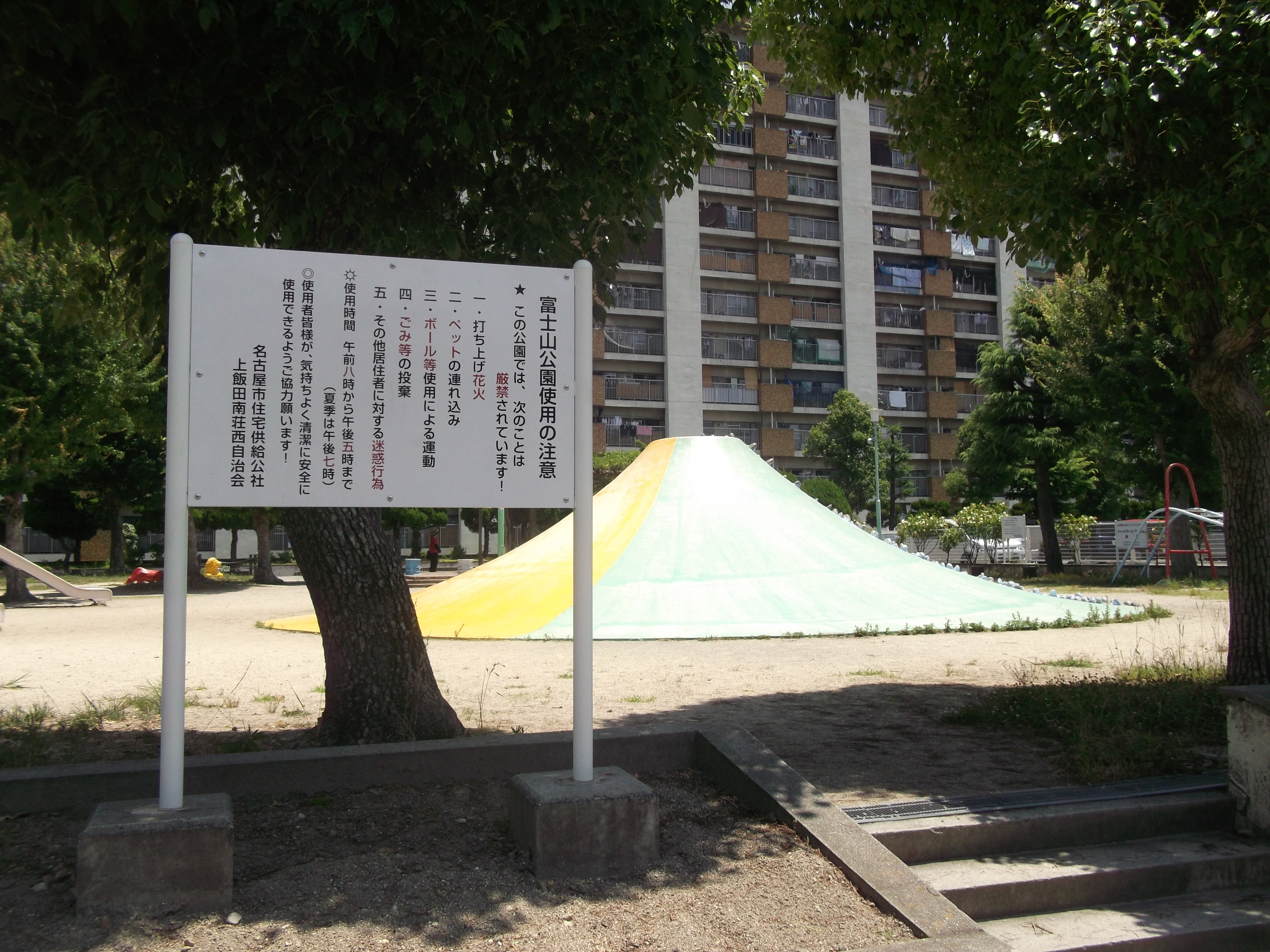
名古屋市営上飯田南荘[14][北緯35度12分0.7秒 東経136度56分10.8秒 / 北緯35.200194度 東経136.936333度]
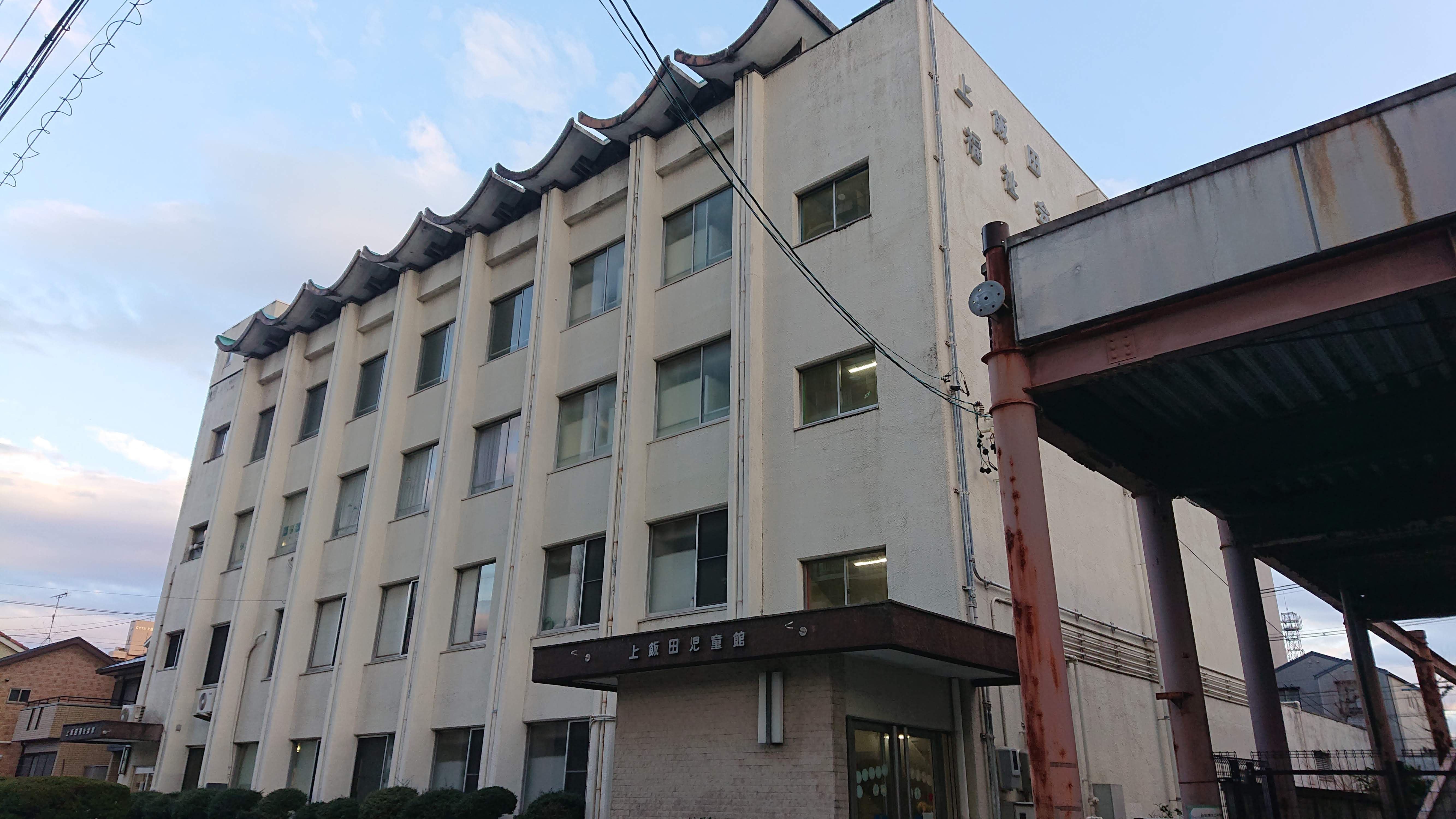
名古屋市上飯田児童館
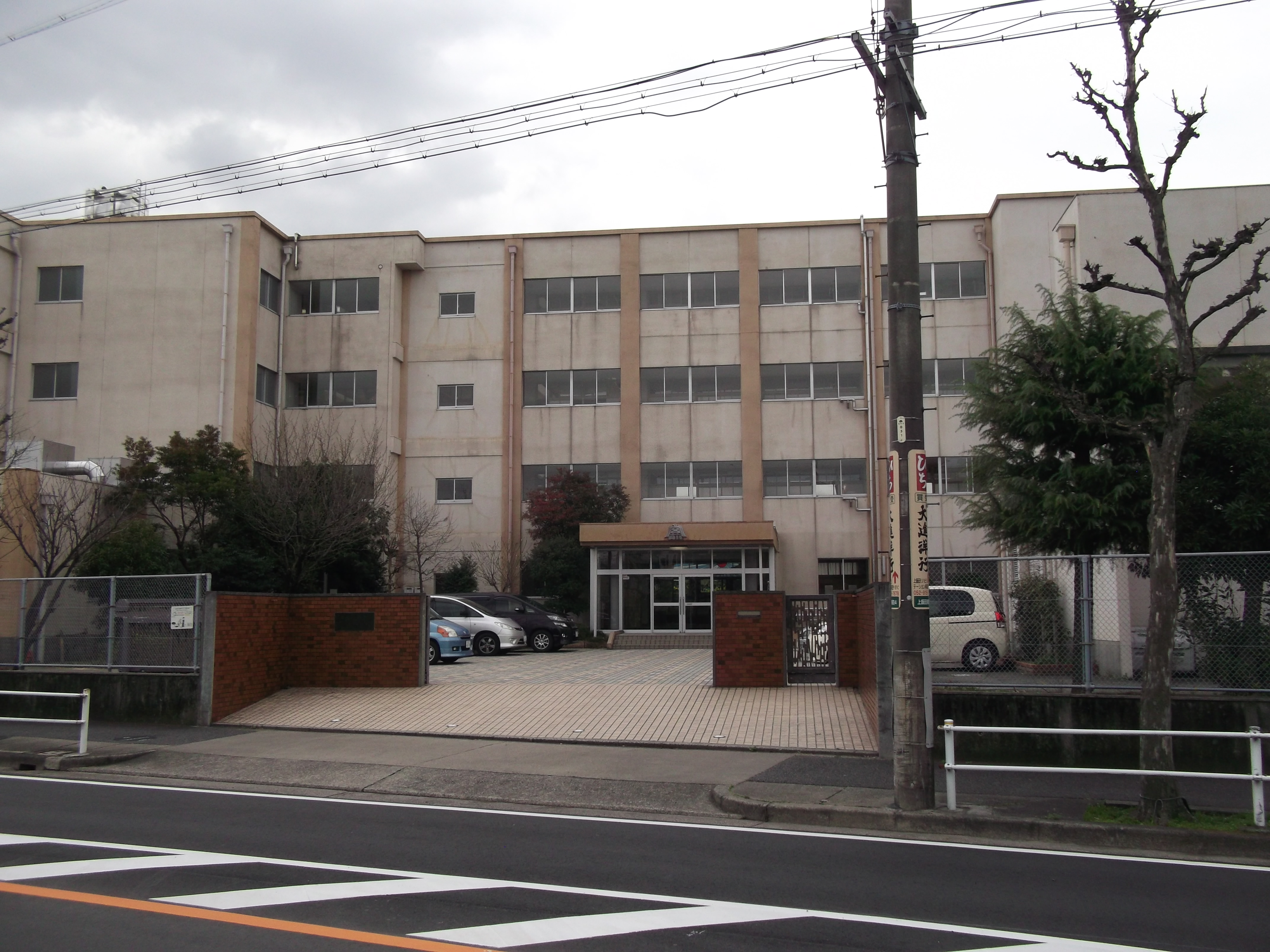
名古屋市立宮前小学校[14][北緯35度12分5.2秒 東経136度56分13.3秒 / 北緯35.201444度 東経136.937028度]
- 北病院

- 上飯田南公園
- 名古屋上飯田郵便局
- 名古屋市営上飯田南荘内部にある富士山公園
- 名古屋市上飯田児童館
- 名古屋市立宮前小学校

### 上飯田北町
- 上飯田第二公団住宅[14][北緯35度12分22.8秒 東経136度56分2.7秒 / 北緯35.206333度 東経136.934083度]
- 天神橋緑地[14][北緯35度12分25.4秒 東経136度56分12.2秒 / 北緯35.207056度 東経136.936722度]
- 総合上飯田第一病院

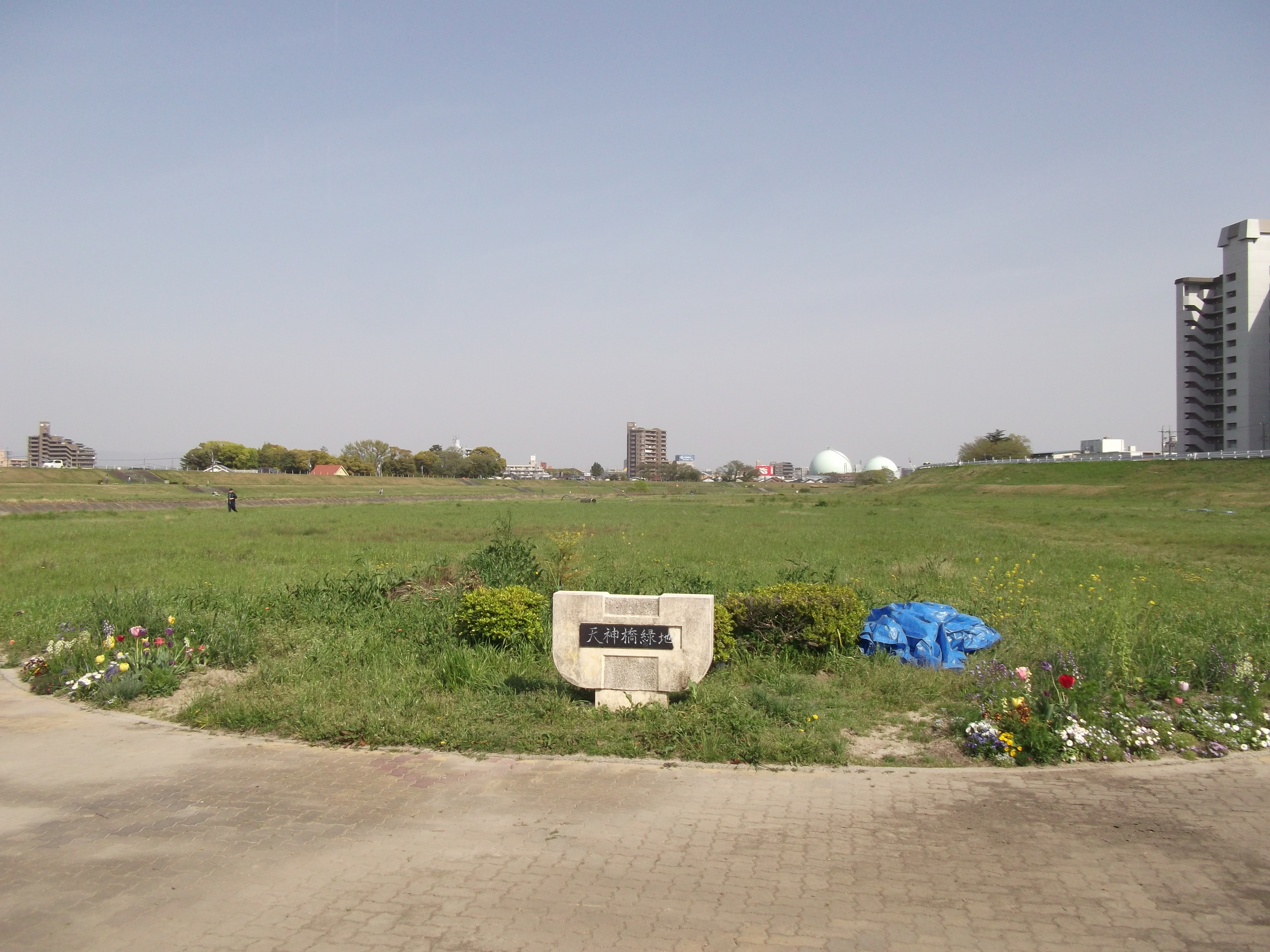
天神橋緑地
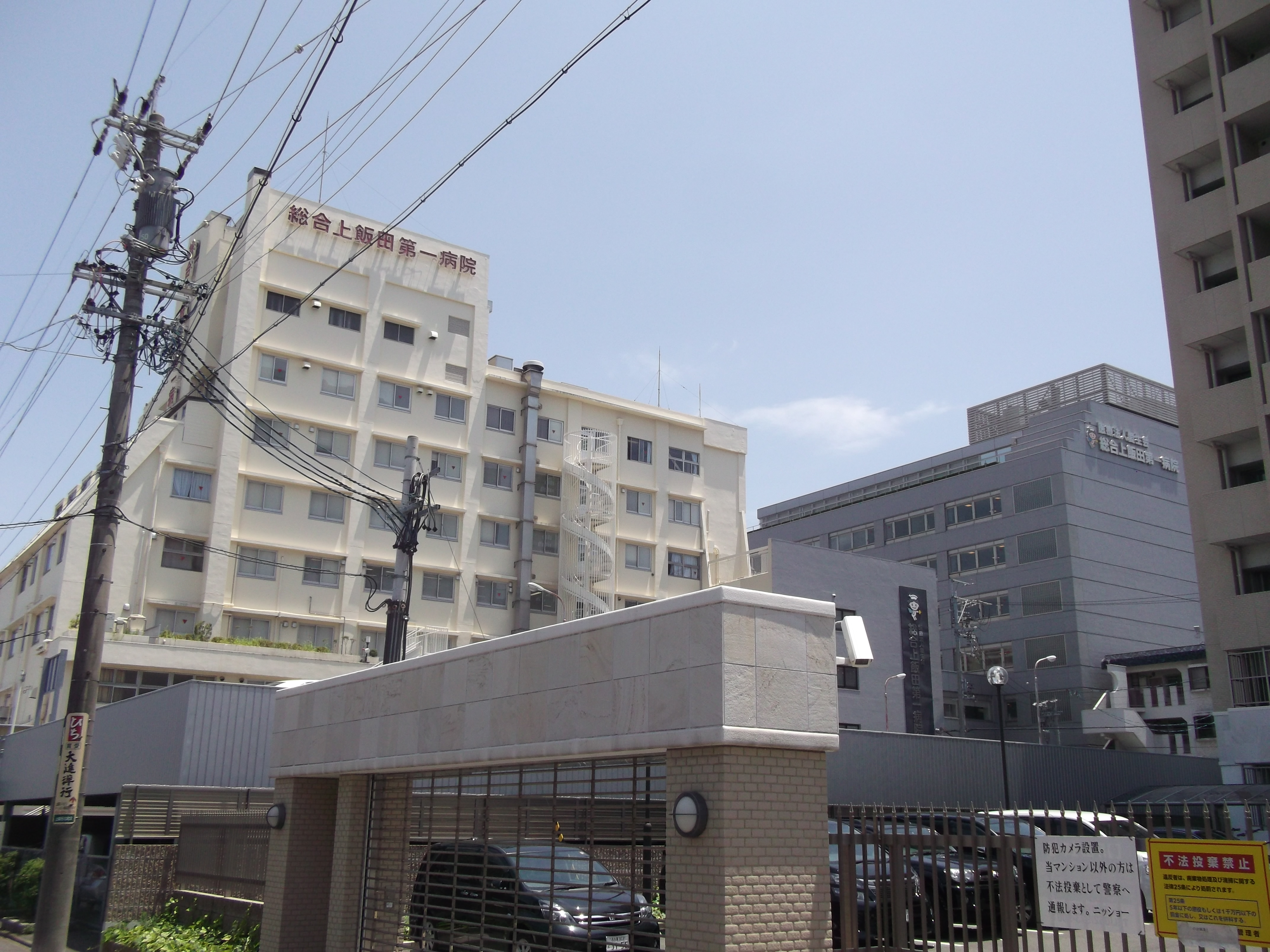
総合上飯田第一病院

### 上飯田通
- 上飯田駅[14][北緯35度12分13.8秒 東経136度55分46.7秒 / 北緯35.203833度 東経136.929639度]
- 上飯田バスターミナル

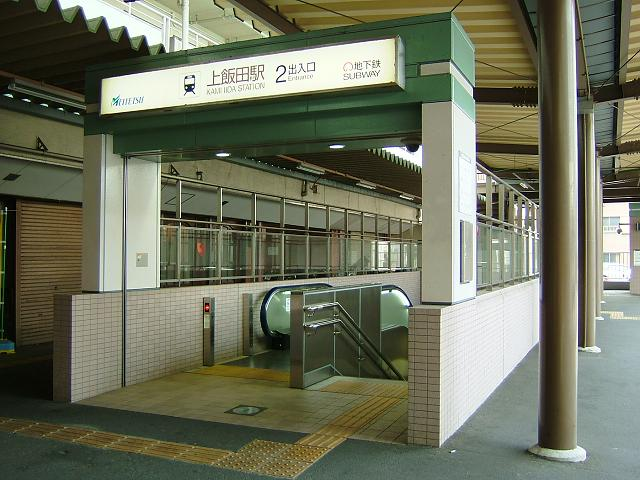
上飯田駅
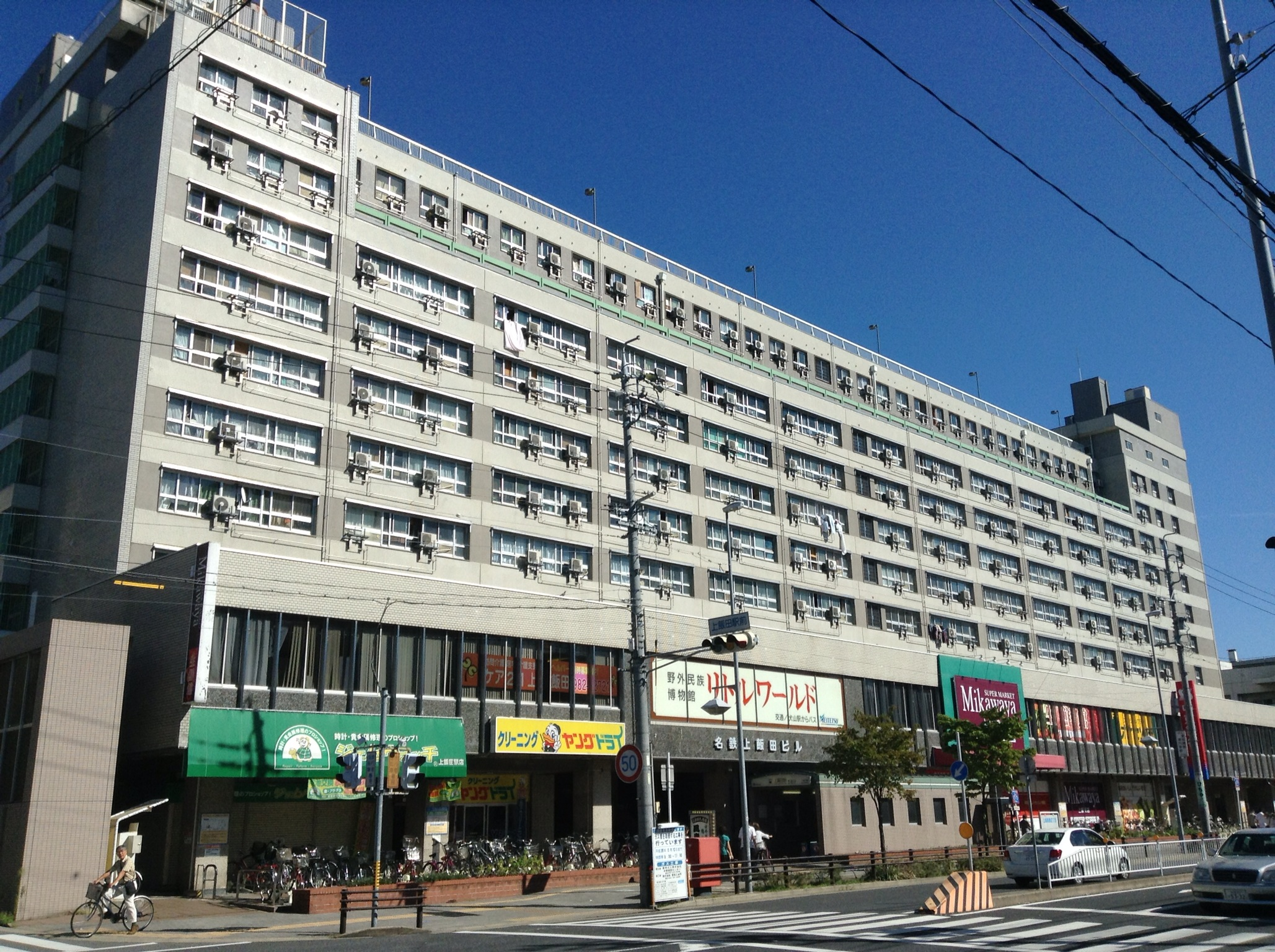
名鉄上飯田ビル
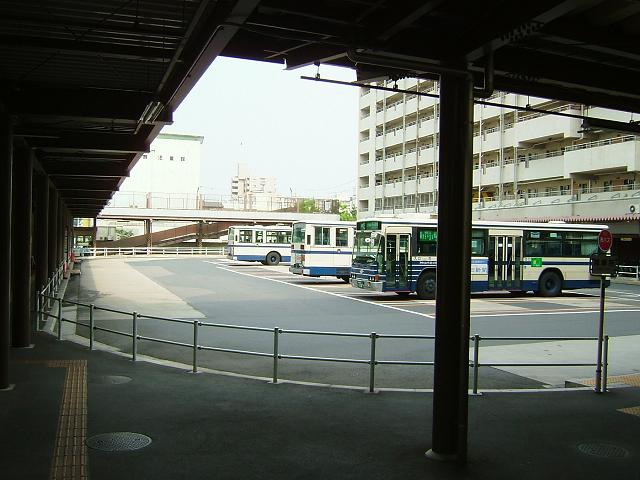
上飯田バスターミナル

## その他

### 日本郵便
- 集配担当する郵便局は以下の通りである[WEB 20]。

| 町丁       | 郵便番号 | 郵便局         |
| ---------- | -------- | -------------- |
| 上飯田東町 | 462-0803 | 名古屋北郵便局 |
| 上飯田西町 | 462-0809 | 名古屋北郵便局 |
| 上飯田南町 | 462-0804 | 名古屋北郵便局 |
| 上飯田北町 | 462-0802 | 名古屋北郵便局 |
| 上飯田通   | 462-0808 | 名古屋北郵便局 |